# Redonda (Antigua en Barbuda)
Redonda is een onbewoond eiland, eigenlijk meer een rots van slechts 1,3 km² groot, behorend tot de Bovenwindse eilanden in de Caraïbische Zee. Het eiland werd in 1493 door Columbus ontdekt; sinds 1967 behoort het tot Antigua en Barbuda.
Het ligt nabij andere eilanden waaronder Montserrat, Nevis, Saint Kitts en Antigua. In 1872 werd het eiland geannexeerd door de Britse kolonie Antigua als onderdeel van de parish Saint John.

## Geschiedenis
Redonda wordt bewoond door zeevogels. Deze leverden een grote bron van guano dat werd geëxploiteerd van 1860 tot 1914 toen de kunstmatige meststoffen hun opkomst deden. Er woonden meer dan 100 mijnwerkers op het eiland. Na het begin van de Eerste Wereldoorlog werd het eiland door mensen verlaten, maar verwilderde geiten en ratten bleven achter. Redonda veranderde een kale woestenij, en werd beschouwd als een verloren eiland.
In 2016 begonnen vrijwilligers de invasieve soorten van Redonda te verwijderen. Er werd begonnen met de verwijdering van de ongeveer 60 geiten, maar na twee maanden was er één geit gevangen, omdat ze over de vallen sprongen en niet konden worden verleid met voedsel en water. Alle geiten zijn uiteindelijk met de hand gevangen, en vervolgens werden de ongeveer 6.000 ratten vergiftigd. Het eiland is weer groener geworden, en het aantal pholidoscelis atratus, een endemische bedreigde hagedis, neemt weer toe.

## Claims
Hoewel door geen enkele officiële instantie erkend, wordt Redonda opgeëist door meerdere zelfbenoemde 'koningen', die op het eiland elk hun eigen onafhankelijke staat (micronatie) zouden willen zien onder de naam "Koninkrijk Redonda". De huidige pretendenten zijn:
- de Spaanse schrijver Javier Marías Franco (Xavier I)
- William Leonard Gates (Leo I)
- Robert Williamson (Robert de Kale)
- Max Leggett (Max I)

## Flora en fauna
De tejuhagedis Pholidoscelis atratus komt endemisch voor op Redonda.

## Galerij

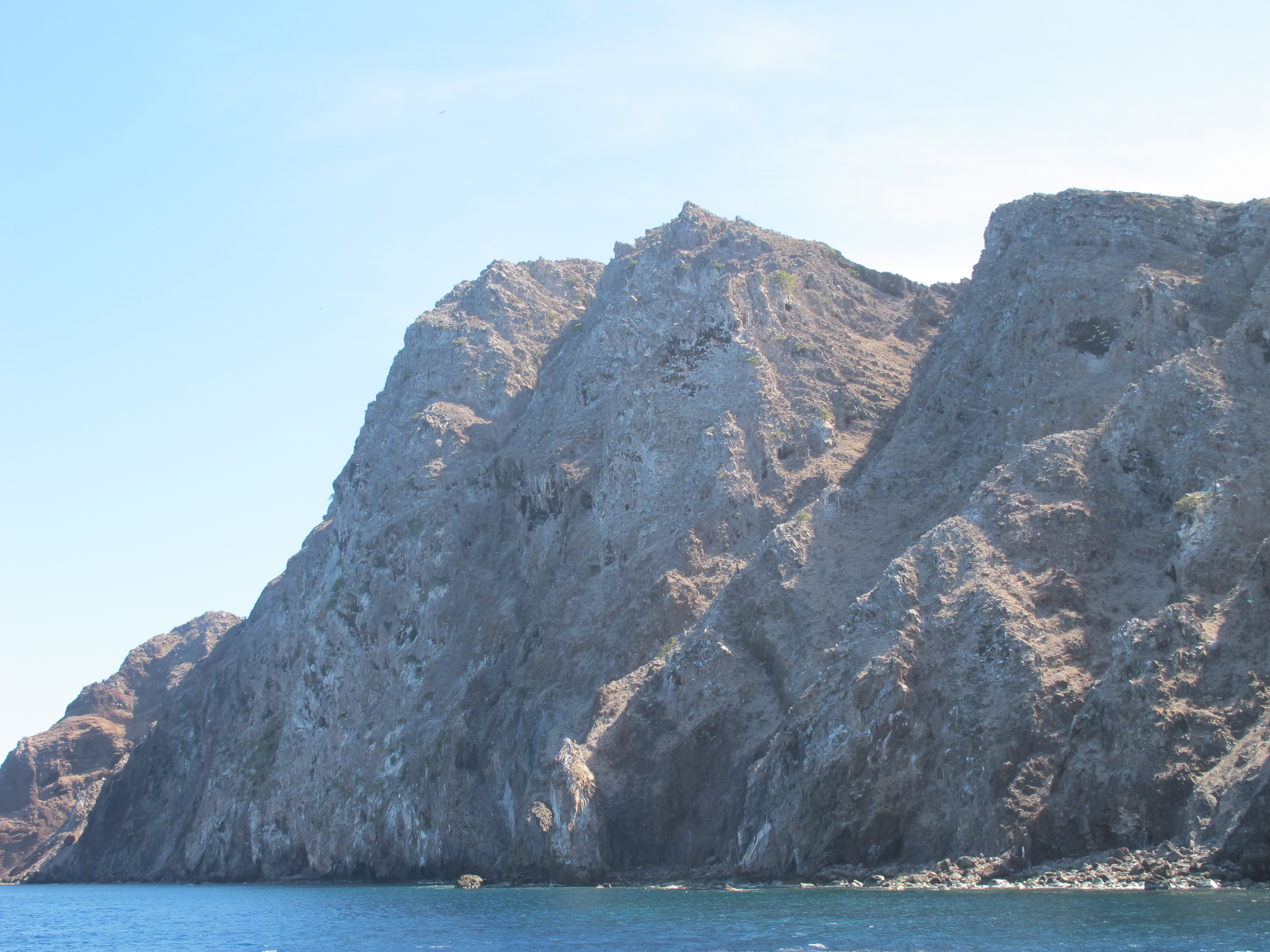
Westelijke klippen
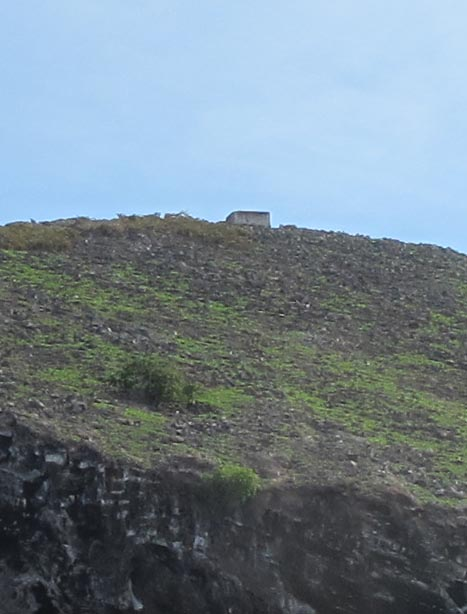
Huis op Redonda
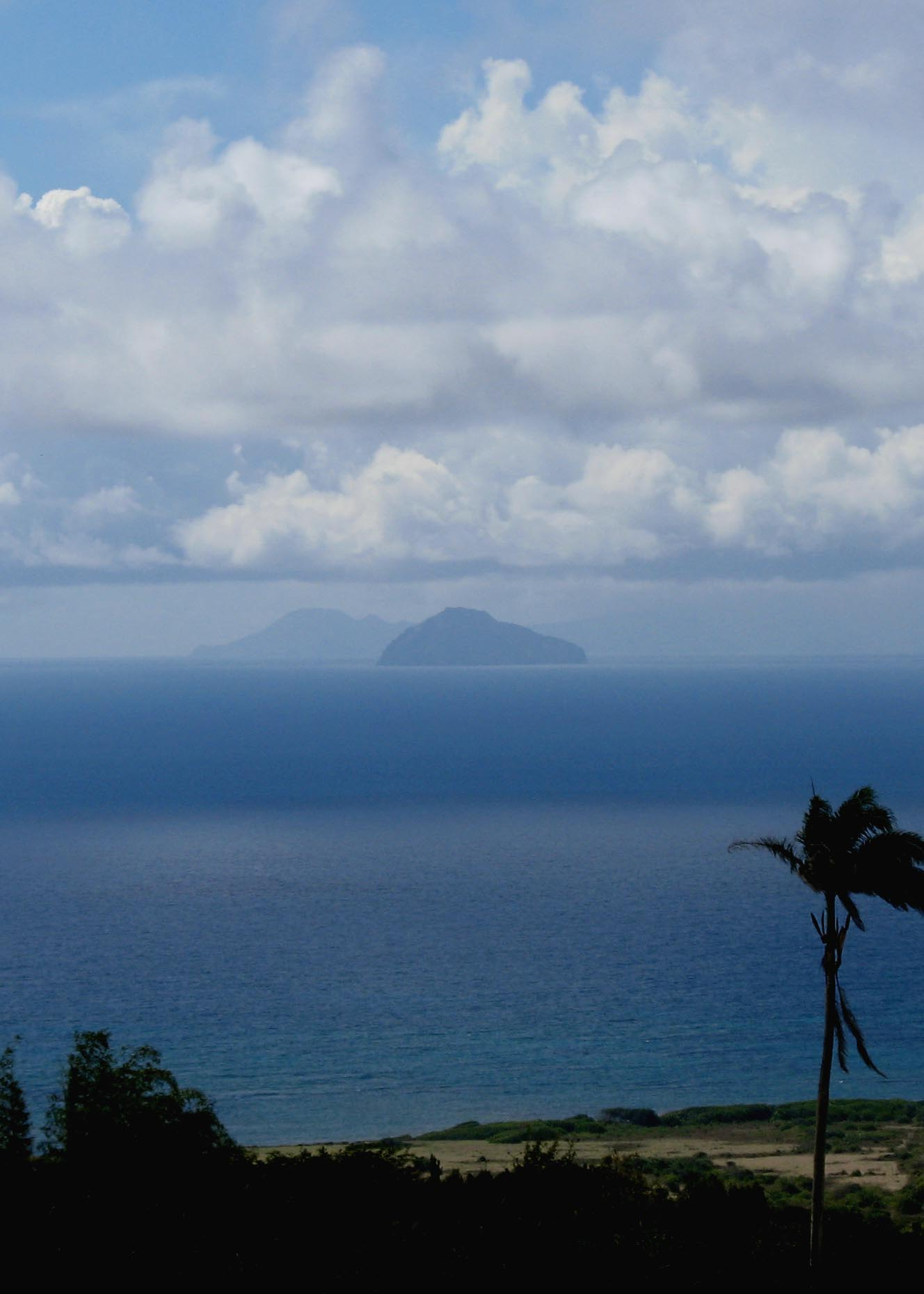
Redonda gezien vanaf Nevis met Montserrat op de achtergrond